# Umri Kalan
Umri Kalan é uma cidade e uma nagar panchayat no distrito de Moradabad, no estado indiano de Uttar Pradesh.

## Demografia
Segundo o censo de 2001, Umri Kalan tinha uma população de 15,290 habitantes. Os indivíduos do sexo masculino constituem 52% da população e os do sexo feminino 48%. Umri Kalan tem uma taxa de literacia de 32%, inferior à média nacional de 59.5%: a literacia no sexo masculino é de 40% e no sexo feminino é de 23%. Em Umri Kalan, 24% da população está abaixo dos 6 anos de idade.